# 艾略特·恩格爾
艾略特·恩格爾（英語：Eliot Lance Engel，1947年2月18日—）是民主黨籍的美国政治家，紐約城市大學萊曼學院学士，紐約法學院法学博士，於1989年至2021年擔任代表紐約州第16選區的聯邦眾議員。

## 外部連結
- 中的“艾略特·恩格爾”
- 美國國會國家人物傳記大辭典中的傳記
- 由華盛頓郵報維護的投票記錄
- 智慧投票计划中的傳記、投票紀錄及利益集團評級
- 聯邦選舉委員會中的競選財務報告和數據
- C-SPAN內的頁面（英文）
- Quotes （页面存档备份，存于） at BrainyQuote.com